# 蘭學

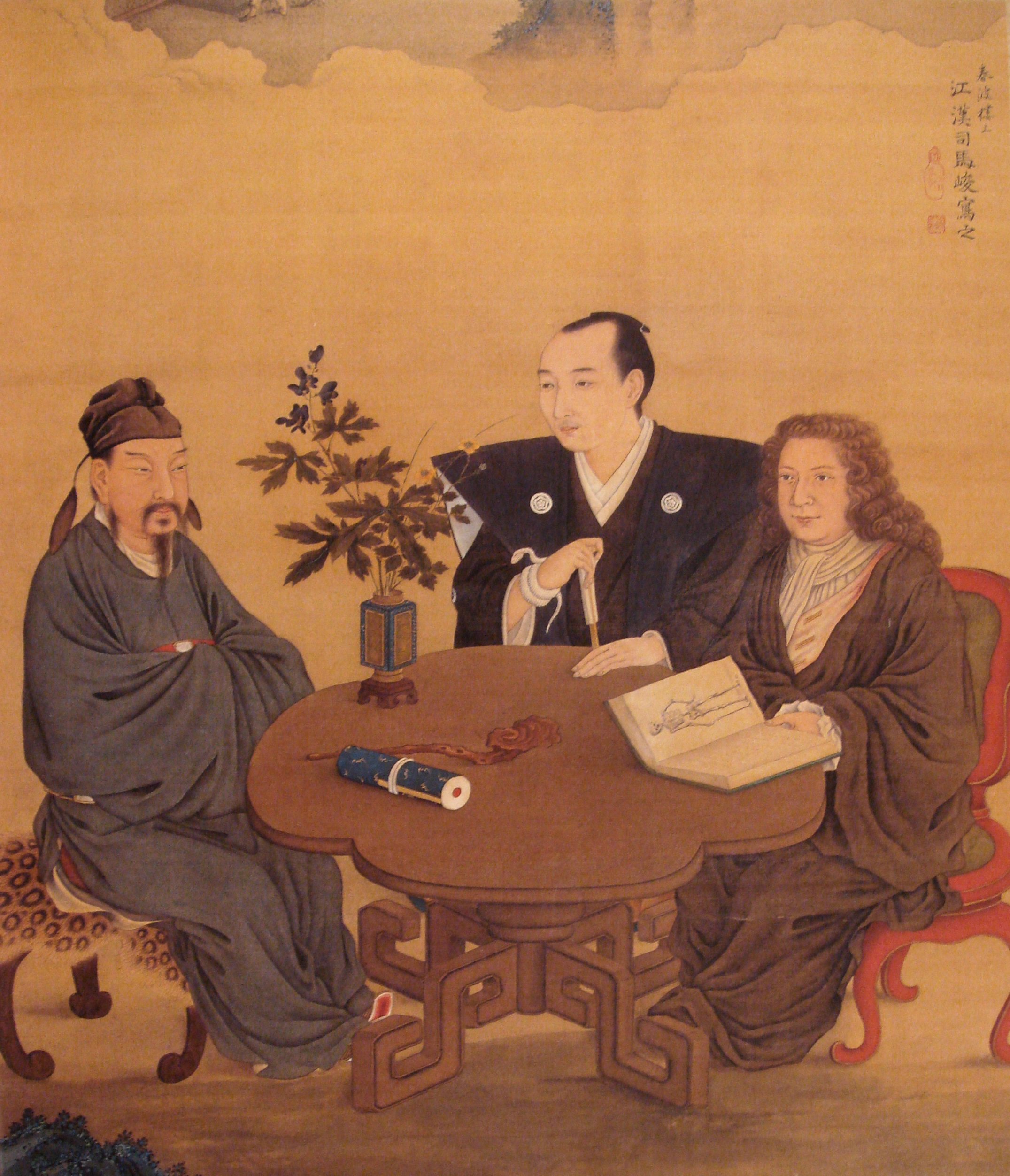
绘画“和漢洋三賢人圖”，十八世纪，司馬江漢。

蘭學指的是日本江戶時代經荷蘭人傳入日本的学術、文化、技術的總稱，字面意思為荷蘭學術，引申可解釋為西洋學術（簡稱洋學）。蘭學是一種透過與出島的荷人交流而由日本人發展而成的學問。蘭學讓日本人在江戶幕府鎖國政策時期（1641－1853年）得以了解西方的科技與醫學等等。
藉著蘭學，日本得以學習歐洲在當時科學革命所達致的成果，奠下日本早期的科學根基。這也有助於解釋日本自1854年開國後，能夠迅速且成功地推行近代化的原因。

## 歷史
長崎出島的荷蘭商人是自1640年（16世紀）來唯一獲日本政府容許在日經商的歐洲人，但他們的行動經常受到了嚴格的监視與限制。最初他們只准許一年赴日一次，並參見江戶的大將軍。這種經商後來成為把西方工業革命和科學革命知識傳入日本的途徑。日本人從荷人購買和翻譯了許多有關科學的書籍，獲得了西方珍奇和工業製品。17-18世紀，荷蘭可說是當時歐洲經濟富裕和科技先進的國家之一，這些特定因素使荷蘭在西洋學術傳入日本的過程中佔獨特位置。
當時，數千部有關蘭學的刊物得以出版，並在日本人之間傳閱，此外，日本在當時已擁有全世界最大的城市人口，如江戶共有一百萬名居民及許多大城市（如大阪和京都），為蘭學的興起提供了有利的條件。在這些大城市中，更有一些商舖專門向大眾售賣西洋珍奇。

### 開端（1640年－1720年）

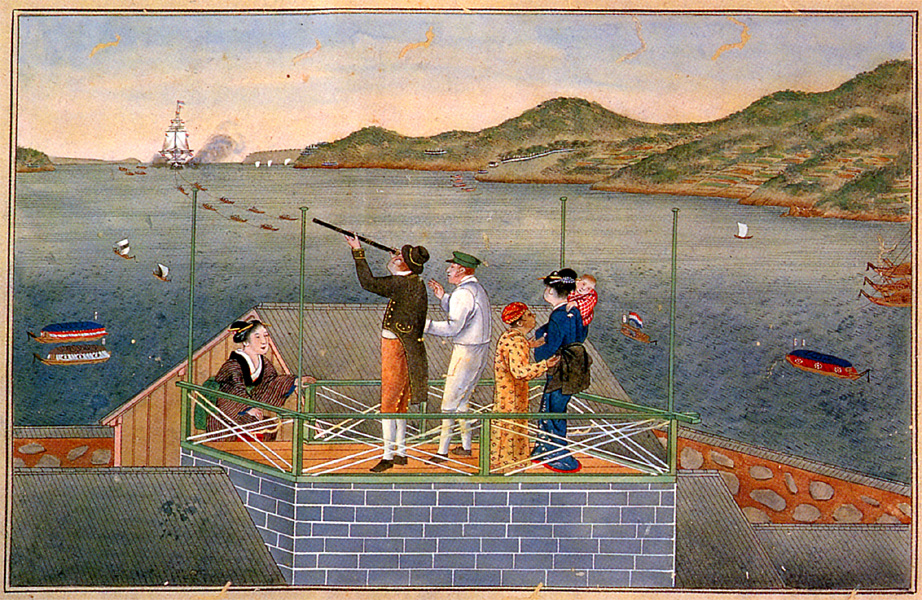
出島的荷蘭人使用望遠鏡。

第一期蘭學的發展受到較大的限制。自1640年，日本政府打擊基督教，並禁止傳播西方書籍。一小群傳統從事日荷翻譯的人在長崎從事翻譯工作和傳播新事物。
此外，荷人被要求在每年一次抵江戶時，向大將軍報告世界新近發生的大事及獻上西方珍奇。最後，荷人在長崎的商行除了負責正式的絲綢及鹿皮貿易外，也准許在一定程度上參與「私人貿易」。於是，一個售賣西方珍奇事物的市場發展起來，集中在長崎一帶。另外，由於荷人在出島有常駐醫生，一些日本政府高官往往在當地缺乏醫生時向荷籍醫生求診；其中較為重要的醫生為Caspar Schamberger，他向日本引進了一些醫書、藥物及治療方法。

### 西洋知識的開放（1720年－1839年）

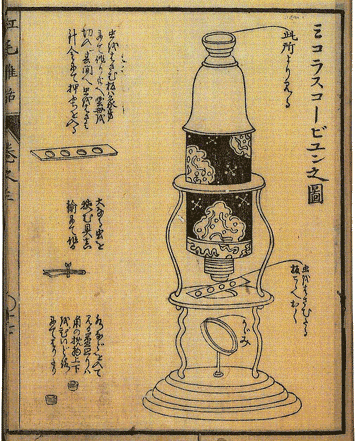
顯微鏡，《紅毛雜話》，1787年。

雖然從1640年起外國書籍禁止傳入日本，但及至1720年，該禁令在大將軍德川吉宗下開始放寛。當時不但准許引入外國書籍，並把它們翻譯成日文。其中，1787年森島中良出版的《紅毛雜話》，記載了許多來自荷蘭的知識（包括一些新事物，如顯微鏡、氣球等）、討論了西洋的醫院和一些疾病的知識、列出繪畫及銅板印刷的技巧、描述了製造發電器及大型輪船，及有關新近地理知識。
1804至1829年間，幕府和寺子屋在全國各地開辦學校更進一步傳播西洋新知識，荷蘭特使和科學家獲准更容易地進入日本社區。譬如，德籍醫生菲利普·弗朗茲·凡·西博爾德隨荷蘭外交團赴日與日本學者展開多次交流，他邀請了日本科學家向他們展示西洋科學，並向他們學習有關日本的知識與習俗。1824年，西博爾德獲大將軍聘請開辦醫科學校並收生五十人，他們幫助西博爾德有關植物學及自然科學的研究；他的學校名為「鳴滝塾」，後來變成了約五十名蘭學生聚會的地方。

### 擴張與政治化（1839年－）
蘭學運動的發展，逐漸涉及日本對外開放的政治問題。大部分蘭學生鼓吹更進一步吸收西洋新知識和開放對外貿易，從而提開國力及推行現代化。在此時，蘭學變得更成熟，並大力宣揚西洋各方面的先進知識。
1839年，蘭學生受到政府的打壓，釀成「蠻社之獄」事件。這是由於蘭學生們反對幕府在1825年所頌布的「異國船掃蕩令」，向靠岸的外國船〔荷蘭除外〕進行炮擊。而該事件的起因是由於1837年的马礼逊号事件，當時一艘非武裝的美國商船因靠岸而遭到炮擊。其後該令在1842年撤銷。
在幕末時代（1853年－1867年），日本結束鎖國政策，蘭學步向式微。當時政府派遣許多學生放洋留學，並聘用大量御雇外國人赴日向日本人教授新知識和擔任顧問，促使日本成為迅速現代化的國家。
一些人認為蘭學使日本不至於完全與18-19世紀西洋科技進步脫節，令日本得以建立初步的科學基礎。這種開放態度說明了自1854年日本開國後得以迅速現代化的原因。

## 蘭學內容

### 醫學

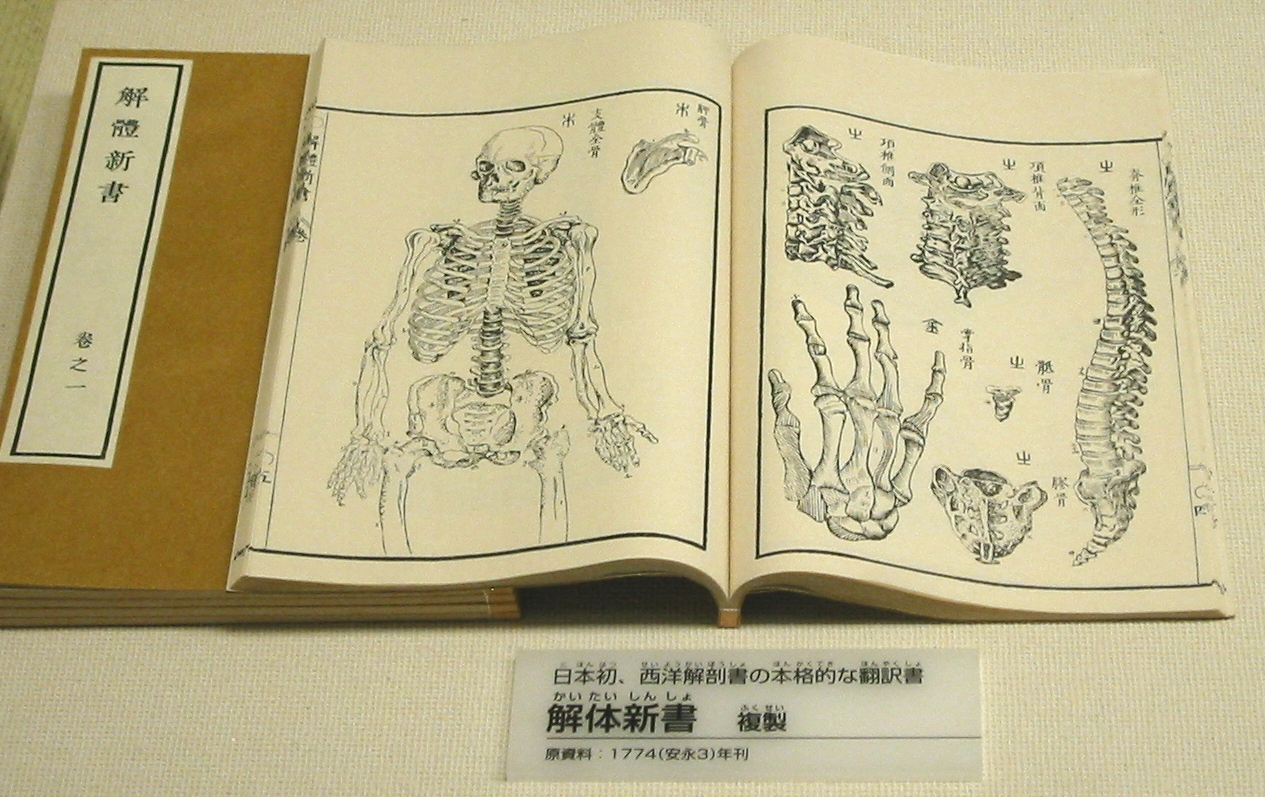
日本第一本西醫專著《解體新書》，1774年。

自1720年起，醫學典籍紛紛從荷蘭傳入，並翻譯成日文。在當時的醫學界，傳統漢醫學者與蘭學生之間發生激烈爭議，引發一連串實驗和解剖。西洋醫術的精確性引起了人們的注意，並有許多新醫書出版。譬如，1759年的《藏志》（藏，即臟，內臟）及1774年的《解體新書》，成為當中的參考典籍，後者更是由一些日本學者出版，包括杉田玄白。該書大概根據1734年荷文版的Ontleedkundige Tafelen寫成，而荷文版亦由1732年德人Johann Adam Kulmus的Anatomische Tabellen翻譯而來。
1804年，華岡青洲實行在世界上首次應用在乳癌手術（割除乳房）的全身麻醉。這項手術結合了中藥和西洋手術的技術，比西洋學者Crawford Long，Horace Wells和William T.G. Morton發現並應用乙醚（1846年）和哥羅芳（1847年）作為全身麻醉早了四十年。
1838年，緒方洪庵醫生成立了一所蘭學學校，名為「適塾」。有名的畢業生有福澤諭吉和大鳥圭介，他們後來成為推動日本現代化的關鍵人物。緒方在1849年著有《病學通論》，這是在日本首次出版探討病理學的典籍。

### 物理學
一些早期蘭學家已開始涉獵西方在17世紀發展的物理學理論，譬如志築家第八代的長崎荷語翻譯家志築忠雄，在完成首次系統性地分析荷語文法後，在1798年翻譯了拉丁文版的物理學典籍Introductio ad Veram Physicam而成為《曆象新書》。該書由英人John Keil寫成，內容關於牛頓力學。志築更創造了一些新的科學詞彙，有些更沿用至現代日本，例如「重力」、「引力」、「遠心力」（中文即離心力）及「集點」（即質心）等。另一位蘭學家帆足萬里，從一本日荷字典學成荷語後，在1810年出版了一本物理學手冊，名為《窮理通》，主要集合十三本荷文書籍寫成。

### 電學

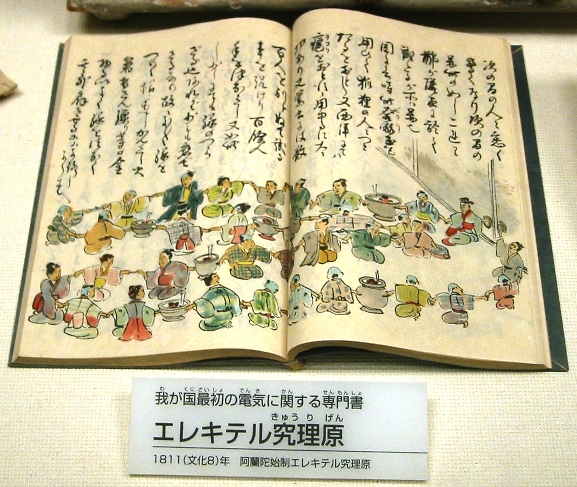
日本第一本電學著作《阿蘭陀始制エレキテル究理原》，1811年

約自1770年起，電學實驗在日本普及起來。1745年，莱顿瓶在歐洲發明了以後，平賀源内在1770年從荷蘭人首次得到類似的靜電產生裝置。1776年，他更將它改良。該裝置中靜電的產生是由於當中的玻璃管與鍍金棒摩擦而來的，並製造出許多電力的效果。這些發電裝置被複製並獲日本人採用，並稱之為（即摩擦起電器，荷文原為elektriciteit）。就像歐洲，該裝置是用作好奇玩意，如在某物體上方產生閃光，或認為該裝置在醫療上有幫助。在《紅毛雜話》中，被描寫成能從人體中抽走閃光，用作治病的裝置。在一些售賣西方珍奇玩意的商店，這款裝置獲大眾青睞。這一類型裝置後來被其他學者改良，如佐久間象山。
日本首部電力學著作由橋本宗吉寫成，並於1811年出版。書中記載了許多電力學的知識，如發電裝置、人體的導電性，及1750年富蘭克林有關閃電的實驗。

## 蘭学學校
- 江戶：大槻玄澤（日语：大槻玄沢）的芝蘭堂（日语：芝蘭堂）
- 大坂：緒方洪庵的適塾
- 長崎：菲利普·弗朗兹·凡·西博尔德的鳴瀧塾（日语：鳴滝塾）
- 佐倉：佐藤泰然（日语：佐藤泰然）的順天堂（日语：学校法人順天堂）